# Bludný balvan (cena)
Bludný balvan (zkráceně Bl. b. nebo BlB) je cena, resp. anticena, Českého klubu skeptiků Sisyfos, který ji uděluje za pseudovědeckou činnost. Cena je pravidelně udělována každý rok, a to vždy za rok předchozí. První ročník proběhl v roce 1999. Bludné balvany jsou udělovány v kategoriích jednotlivců a družstev. V každém ročníku se v každé kategorii udělují nejvýše tři Bludné kameny s odlišeným pořadím, vzestupně od bronzového, přes stříbrný až po vítězný zlatý. K 10. výročí udílení cen (v roce 2007) udělil klub navíc výjimečnou cenu Jubilejní diamantový Bludný arcibalvan.

## Cena Bludný balvan
Cenu navrhla a vyrobila výtvarnice Jitka Splítková. Jde o kameny nabarvené příslušnou barvou: bronzovou, stříbřenkou a zlatěnkou. Výjimku tvořily jubilejní diamantové balvany, která byly předány ve formě pytlíku sazí. Při aplikaci vysokého tlaku a teploty se totiž promění v diamanty.

## Udílení Bludných balvanů

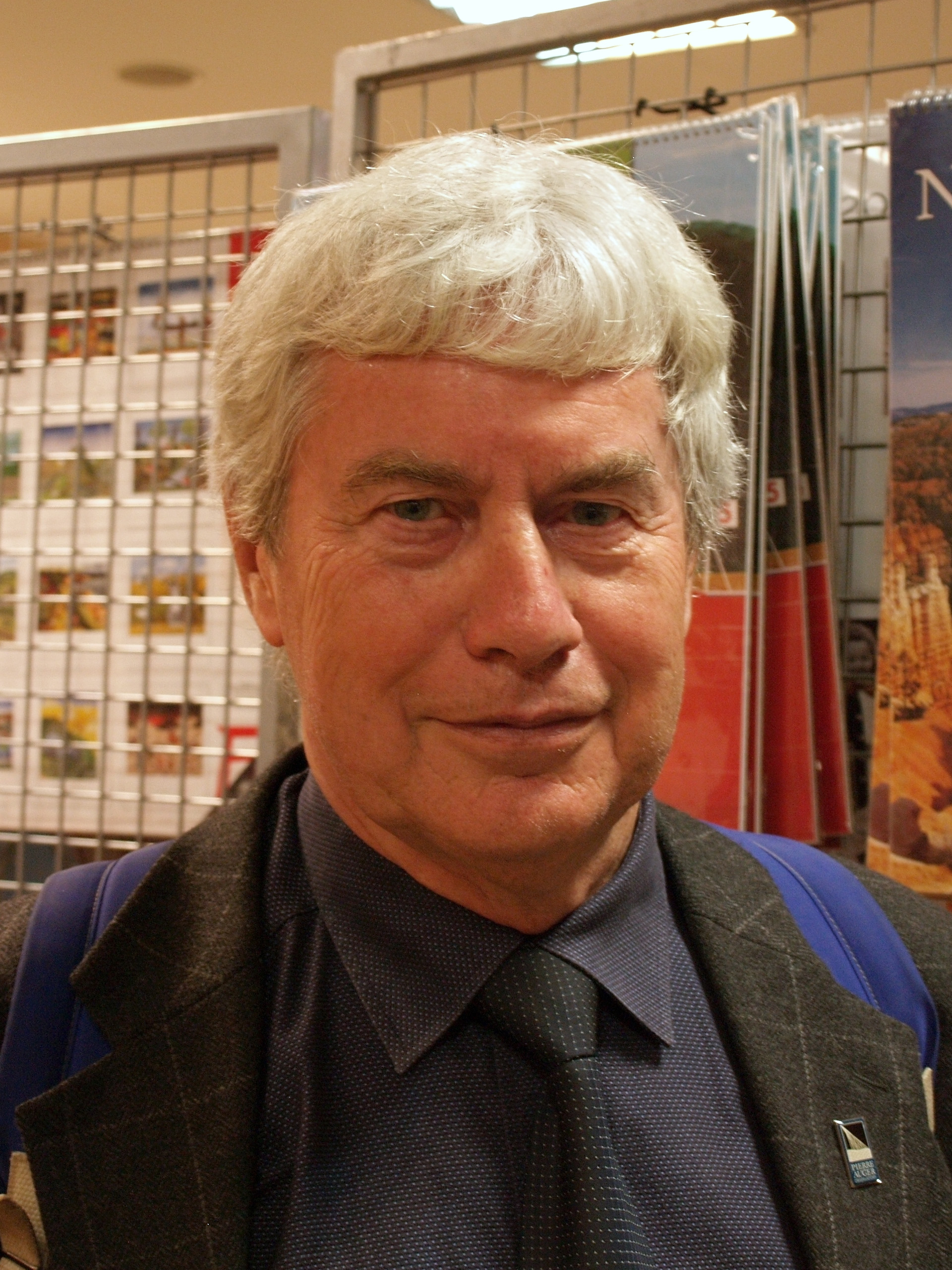
Astrofyzik Jiří Grygar je hlavní postavou předávání Bludných balvanů

Sdružení Sisyfos uděluje Bludné balvany „pro zvýraznění přínosu jednotlivců i různých spolků k matení české veřejnosti a rozvoji blátivého způsobu myšlení“. Nominovat lze kohokoliv, kdo v daném roce působil na území České republiky, přičemž navrhnout kandidáta může kterýkoliv člen Sisyfa. Z kandidátů pak nejméně pětičlenný Komitét pro udělování BlB navrhne v tajném hlasování udělení cen. Konečné rozhodnutí o udělení cen přísluší výkonnému výboru, který udělení cen potvrdí taktéž v tajném hlasování. Proti udělení ceny není „odvolání ani slitování“, pouze pokud oceněný získá v budoucnosti Nobelovu cenu, je povinen Bludný balvan vrátit a výbor Sysifa ho vymaže z rejstříku laureátů.

### Komitét pro udělování
V současnosti[kdy?] v Komitétu pro udělování Bludných balvanů působí Martin Bloch, Petr Brodský, Jiří Grygar, Olga Kracíková, Miroslav Kutílek, Leoš Kyša, Věra Nosková, Luděk Pekárek, Vladimír Přibyl, Lenka Přibylová a Čeněk Zlatník.

### Ceremoniál udílení
Předávání Bludných balvanů probíhá obvykle v posluchárně Matematicko-fyzikální fakulty Univerzity Karlovy, dříve ceremoniály předávání ceny probíhaly jak na Přírodovědecké fakultě UK, tak v budově Akademie věd ČR v Praze 1. Samotné slavnostní předávání je pojato v recesistickém duchu. Členové komitétu bývají ověnčeni a jsou oblečeni v antických řízách, doprovází je tři Grácie. Každý z laureátů je předem informován o udělení ceny a je vyzván, aby se ceremoniálu zúčastnil, většinou se ale nedostaví. Po předání cen následuje recesistická scénka.

## Kritika Bludných balvanů
Aleš Uhlíř kritizuje ve svém článku na serveru Britské listy zejména teatrálnost ceremonie předávání s tím, že není důstojné vědců z výzkumných ústavů, Akademie věd a vědeckých rad vysokých škol inscenovat již na pohled poněkud slabomyslné divadlo.
Novinář a bývalý prezidentův mluvčí Petr Hájek, který dostal zlatý Bludný balvan za popírání evoluční teorie, označil celou soutěž za něco „vysoce hloupého“.
Biolog Jan Kolář tvrdí, že pro popularizaci vědy nemůže negativní kampaň fungovat ze tří důvodů. Nejdříve zmiňuje, že udílením cen Sisyfos poskytuje oceněným propagaci ve smyslu „i negativní reklama je reklama“. Dále poukazuje na asymetrickou situaci v konfrontaci „Sisyfos versus pseudověda“, kdy veřejnost podle Koláře nemívá ráda, když někdo kritizuje oponenty z pozice oficiální autority. Za třetí nedostatek považuje Kolář to, že Sisyfos nenabízí lákavější alternativu, než jakou představují nevědecké myšlenkové směry.

## Nositelé Bludných balvanů
Mezi nositele Bludných balvanů patří například bývalý český ministr Antonín Baudyš, zpěvák Karel Gott, švýcarský spisovatel Erich von Däniken, zakladatel psychotroniky Zdeněk Rejdák, český herec Jaroslav Dušek nebo i bývalý český premiér Andrej Babiš. Z organizací pak například tři nejvýznamnější české televizní stanice (Česká televize, TV Nova a Prima TV), redakce časopisu Vesmír nebo Ministerstvo průmyslu a obchodu ČR.